# Коронарна реваскуларизација
Коронарна реваскуларизација, која може бити хируршка или перкутана, индикована је код болесника са затајењем срца (срчаном инсуфицијенцијом), са или без ангинозних тегоба, који су кандидати за успешну реваскуларизацију, и код којих је утврђено присуство живог миокардног ткива (вијабилни миокард) и који имају узнапредовале промене на коронарним артеријама (болест главног стабла леве коронарне артерије, болест два или три крвна суда).  
Избор оптималне стратегије реваскуларизације код пацијената са коронарном артеријском болешћу  постаје све тежи у последње време, због недавних напретка у перкутаној коронарној интервенцији (ПКИ) и хирургији коронарне премоснице (ЦАБГ). С једне стране, стентови који су обложени леком су се појавили као решење за проблем рестенозе након балон ангиопластике или уградње голог металног стента, који је био одговоран за већу стопу догађаја (углавном поновљена реваскуларизација) у односу на хирургију коронарне премоснице. С друге стране, технике бајпаса без пумпе и минимално инвазивно графтовање леве предње силазне артерије изгледају као безбедне и ефикасне алтернативе традиционалној хирургији коронарне премоснице. 

## Историја
Коронарна реваскуларизација као терапијска стратегија је широко прихваћена већ дуги низ година, иако се процедуре стално развијају и проширују. Винеберг и Милар су направили први покушај да хируршки побољшају перфузију у исхемијском подручју 1951. године. Њихова процедура се састојала од пресађивања унутрашње млечне артерије директно у миокард. 
Коронарну хирургију у њеном садашњем облику први су урадили Колесов и Поташов, који су извршили премосницу коронарне артерије са млечном артеријом 1964. године, и Фавалоро, који је извршио прву аортокоронарну премосницу вене сафене 1967. године. 
Перкутана коронарна интервенција је новија техника, иако је стара већ више од пола века.  Грунтзиг и сарадници су урадили прву перкутану транслуминалну коронарну ангиопластику  1977. године. Од тада, ова техника реваскуларизације се брзо проширила и наставља да се развија и данас.

## Опште информације
Болест коронарних артерија  једна је од манифестација коронарне артеријске болести, која је водећи узрок смртности у свету. Поред превентивне медицинске терапије и промене начина живота,  ослонац садашње кардилошке праксе је реваскуларизације сужених и зачепљених срчаних артерија како би се смањила исхемија, ублажила ангина пекторис, побољшао квалитет живота пацијената и побољшала прогноза.
Коронарну реваскуларизацију, било бајпас операцијом или перкутаном коронарном интервенцијом, треба користити само када расположиви докази сугеришу да ће пацијенти имати користи на један од ових начина лечења. Стога, пацијент не само да треба да се подвргне пажљивом анатомском прегледу, већ увек треба да буде подвргнут клиничким и функционалним проценама, који када је у питању процес реваскуларизације обухвата два аспекта:
- индикацију и избор поступка реваскуларизације

- начин извођење захвата.

Укључивање клиничког кардиолога у први корак је фундаментално. На основу својих одлука на клиничким, функционалним и анатомским карактеристикама, ови стручњаци откривају и бирају пацијенте који би имали користи, а такође помажу у одабиру технике реваскуларизације. При томе они  разматрају:
- најрелевантније аспекте које треба узети у обзир приликом процене потребе и врсте реваскуларизације (старост, пол, дијабетес, бубрежна функција, електрокардиографске промене, вентрикуларна функција и квантификација функционалне важности коронарне артеријске болести и одрживости ацинетичних подручја);

- индикације за хируршку или перкутану интервенцију и избор терапијске стратегије према најновијим клиничким доказима и смерницама научних друштава

- тренутно доступне податке и контровере око избора поступка реваскуларизације код пацијената са вишесудовном болешћу.

## Методе
Тренутно постоје две  метода за које постоји више ставовова о предностима за коронарну реваскуларизацију: инвазивнија, трансмиокардна реваскуларизација (ТМР) и мање инвазивна перкутана реваскуларизација миокарда (ПРМ).
Оба користе високоенергетске ласере за стварање огвора у срцу између епикарда (спољног слоја) и ендокарда (унутрашњег слоја) како би омогућили да крв тече директно из леве коморе у миокард (средњи, мишићни слој).

#### Трансмиокардна ласерска реваскуларизација (ТМР)
Трансмиокардна ласерска реваскуларизација (ТМР) се појавила као модалитет лечења пацијената са дифузном коронарном болешћу која није подложна перкутаној или хируршкој реваскуларизацији. Процедура подразумева стварање ласерских канала унутар исхемијског миокарда у циљу боље перфузије ових подручја. Клиничке студије су показале да је ТМР не смао  сигурана већ и ефикасна мметода за дугорочно ублажавање тегоба изазваних ангином  пекторис.
Поступак
Код ове методе хирург прави рез између ребара, а затим шири ребра дуж једне стране како би омогућио приступ срцу. Пацијент не мора да буде на кардиопулмоналном бајпас апарату јер се поступак може урадити са срцем које још увек куца.
Ласерски сноп високе енергије се затим примењује на област леве срчане коморе и продире у слојеве срчаног мишића споља како би омогућио оксигенисаној крви да изађе директно из леве коморе у миокард, обављајући рад зачепљена коронарне артерије. По завршетку интервенције хирург користи шавове да затвори почетни рез.

#### Перкутана реваскуларизација миокарда (ПРМ)
Перкутана коронарна интервенција (ПЦИ), такође позната као коронарна ангиопластика, је нехируршка техника за лечење опструктивне болести коронарних артерија, укључујући нестабилну ангину пекторис, акутни инфаркт миокарда  и вишесудовну коронарну болест. 
Поступак
Хирург убризгава локални анестетик у подручје на препонама, а затим прави мали рез да би поставио катетер (танку цев) у бутну (феморалну) артерију. Катетер са оптичким влакнима се затим поставља унутар првог катетера и води кроз крвне судове до срца.
Ласерски зрак високе енергије се затим емитује из катетера кроз ендокард леве срчане коморе до миокарда, што доводи до тога да ласер ствара рупу кроз два слоја срчаног мишића од изнутра ка споља. Када је ПРМ завршен, катетери се уклањају и рез се затвара.
Перкутана коронарна интервенција (ПКИ), која укључује постављање интракоронарних стентова код већине пацијената, је мање инвазивна процедура од операције коронарне премоснице (аортокоронарног бајпаса). Иако је опште прихваћено да се пацијенти са једносудном опструктивном срчаном артеријском болешћу најбоље лече ПЦИ, док пацијенти са вишесудовним опструктивном срчаном артеријском болешћу имају веће оптерећење исхемијом, имају већи ризик за развој рекурентних исхемијских догађаја и већи морталитет. У овој популацији пацијената се наставља дебата о реваскуларизацији применом стентова у односу на операцију. 

## Искуства
Према досадашњим искуствима сматра се да је хируршка реваскуларизација индикована код болесника са срчаном инсуфицијенцијом, ангином пекторис и значајном стенозом главног стабла, и код болесника са ангином пекторис и двосудовном и тросудовном коронарном болешћу, укључујући и стенозом ЛАД. Уколико болесник нема ангинозне тегобе и доказану исхемију, даљи приступ зависи од присуства живог миокардног ткива. Већина аутора је сагласна да је код болесника који имају више од 10% масе  живог миокардног ткива (вијабилног миокарда), хируршка реваскуларизација индикована. 
Избор технике реваскуларизације миокарда зависи од искуства институције, правилне процене коморбидитета и вештине оператера. Пре сваке интервенције неопходна је правилна процена валвуларне болести срца или другог срчаног обољења које захтева хируршко лечење. Како техника вентрикуларне реконструкције није показала клиничку предност, она се не препоручује као рутинска метода.